# 378
378 foi um ano comum do século IV que teve início e terminou a uma segunda-feira, segundo o Calendário Juliano. A sua letra dominical foi G.
| Ano completo                         |
| ------------------------------------ |
| Ano comum com início à segunda-feira |

## Eventos
- 9 de Agosto - Batalha de Adrianópolis. Os visigodos derrotam o imperador Valente, que morre em combate, na atual Edirne, na Turquia.

## Mortes
- 9 de Agosto - Valente, Imperador romano.